# Stars Their Courses Change
Stars Their Courses Change è un cortometraggio muto del 1915. Il nome del regista non viene riportato.

## Trama
Un giovane autore di successo incontra molti problemi nella sua ricerca del vero amore.

## Produzione
Il film fu prodotto dalla Essanay Film Manufacturing Company. Venne girato a Chicago, dove la casa di produzione aveva la sua sede principale

## Distribuzione
Distribuito dalla General Film Company, il film - un cortometraggio in tre bobine - uscì nelle sale cinematografiche USA il 26 febbraio 1915.